# George Westinghouse
George Westinghouse jr. (Central Bridge, 6 oktober 1846 – New York, 12 maart 1914) was een Amerikaanse ondernemer en ingenieur. Hij was een vriend van Nikola Tesla en een rivaal van Thomas Edison bij de ontwikkeling van het Amerikaanse elektriciteitssysteem.

## Levensloop

### Vroege jaren
George Westinghouse werd geboren in Central Bridge in de staat New York als achtste van tien kinderen. Zijn vader, ook George genoemd, was fabrikant van landbouwmachines, en uitvinder. Als jongen werkte George junior reeds zijn ideeën uit in de werkplaats van zijn vader in Schenectady. Op 15-jarige leeftijd liep hij weg om te vechten in de Amerikaanse Burgeroorlog (1861-1865). Na zijn diensttijd bij de Noordelijke Staten ging Westinghouse studeren aan de Union College in New York-stad.
Op 31 oktober 1865, pas 19 jaar oud, verkreeg hij zijn eerste patent, voor een roterende stoommachine. Op advies van de universiteit stopte hij voortijdig met zijn studie om vanuit de fabriek van zijn vader zijn mechanische kennis in de praktijk te brengen. Binnen twee jaar had hij zijn eigen fabriek opgezet. Op zijn 21ste vond hij een "wagonterugplaatser" uit, een apparaat om ontspoorde railvoertuigen weer op de rails te zetten.

### Luchtrem

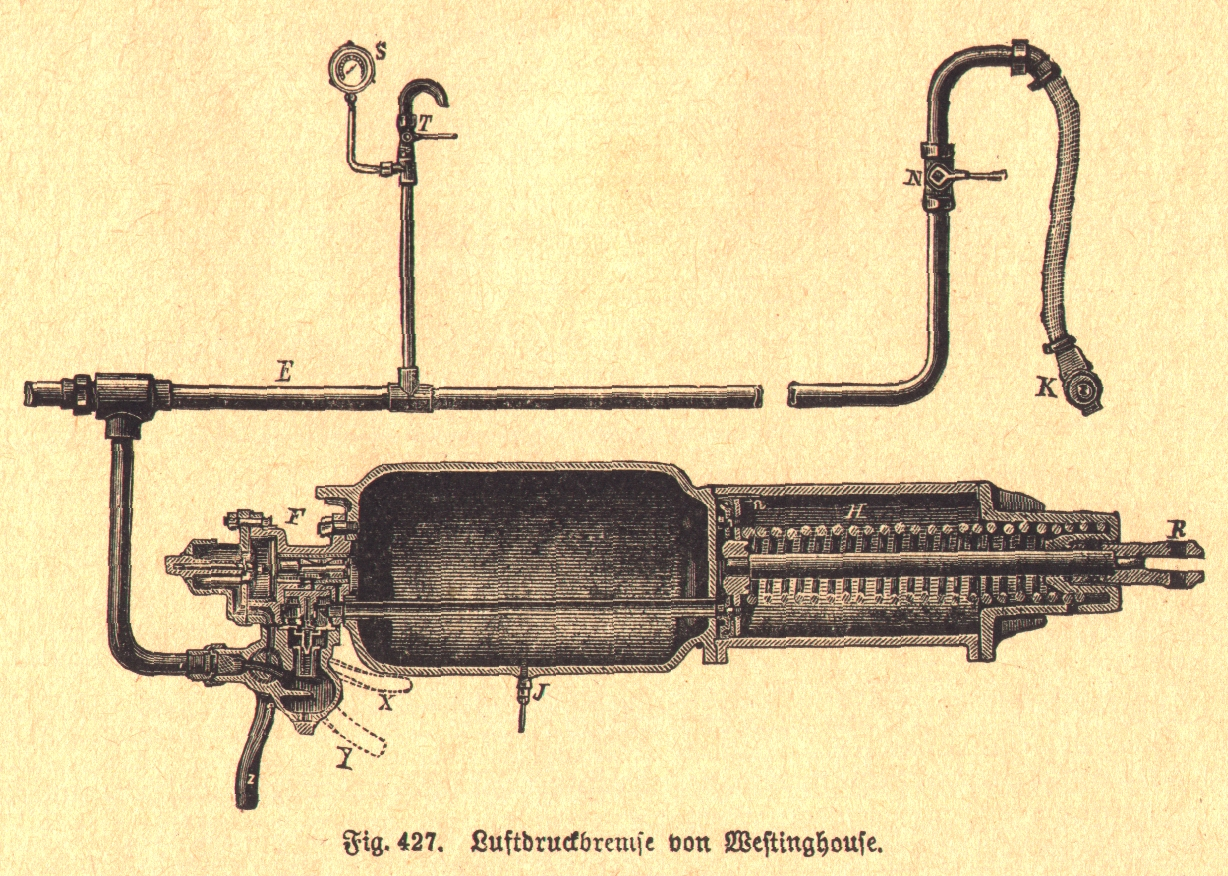
Luchtdrukrem van Westinghouse

Rond dezelfde tijd was hij getuige van de gevolgen van een treinbotsing, waarbij de twee machinisten elkaar wel op tijd zagen maar niet in staat waren de treinen tijdig tot stilstand te brengen. Remmers op treinen moesten namelijk van wagon naar wagon rennen, vaak bovenlangs, om de rem op iedere wagon handmatig te bedienen. Westinghouse besteedde verscheidene jaren van zijn leven om de spoorwegveiligheid te verhogen.
Na diverse mislukte pogingen vond hij in 1868 de oplossing. Hij installeerde in de cabine van de machinist een luchtcompressor en bevestigde daar lange luchtleidingen aan. Die liepen langs de hele trein en waren verbonden met de remmen van elke wagon. Door de leidingen van perslucht te voorzien kon de machinist alle remmen in een keer bedienen.
Op 13 april 1872 verkreeg hij octrooi op de naar hem genoemde westinghouserem die tot heden in gebruik is bij de spoorwegen. Drie maanden later richtte hij in Pittsburgh het bedrijf Westinghouse Air Brake Company op met zichzelf als directeur – de eerste van zestig Westinghouse-ondernemingen. Daarnaast voerde Westinghouse vele verbeteringen door in spoorwegseinen en richtte hij de Union Switch and Signal Company op om zijn bedachte spoorwegseinen en treinbeveiligingssystemen te fabriceren en te installeren. Terwijl hij aan zijn luchtremsysteem werkte, zag hij hoe belangrijk het was om machines en gereedschappen te standaardiseren; een methode die hij later ging toepassen bij al zijn zakelijke belangen. In 1893 werd zijn luchtdrukrem verplicht gesteld voor alle Amerikaanse treinen.

### Elektriciteit
Tijdens de ontwikkeling van de luchtrem- en seinwezensystemen, begin van de jaren 1880-1889, raakte Westinghouse meer dan geïnteresseerd in elektriciteit en de mogelijke toepassingen ervan. In 1885 begon Westinghouse wisselstroommachines uit Europa te importeren en startte hij met een wisselstroomelektriciteitsbedrijf in Pittsburgh. Geassisteerd door William Stanley Jr. en Franklin Leonard Pope verbeterde hij het transformatorontwerp van Gaulard en Gibbs en bouwde hij een praktisch wisselstroomnetwerk.
In het daarop volgende jaar ontwikkelde en verkocht zijn Westinghouse Electric & Manufacturing Company eigen wisselstroomgeneratoren, en werd hij een geducht concurrent van Edison met zijn gelijkstroomsysteem.
George Westinghouse kwam op een gegeven moment in contact met Nikola Tesla, oud-werknemer van Edison. Tesla was de uitvinder van onder andere de inductiemotor en onder meer bekend van de Teslaspoel. Hij raakte enorm onder de indruk van zijn uitvindingen en kocht zelfs het patent voor een revolutionaire wisselstroommotor en nog 39 andere patenten. De twee worden zakenpartners en goede vrienden, ze ontwikkelden samen de wisselstroom veel verder. Door de verkoop van de patenten wist George Westinghouse het monopolie van General Electric te breken. Mede hierdoor wist Westinghouse uiteindelijk de strijd te winnen van Edisons gelijkstroomsysteem.
In 1893 kreeg, met een significante zege, het bedrijf van Westinghouse het contract toegewezen om zijn wisselstroomprincipe te mogen gebruiken voor de energievoorziening tijdens de wereldtentoonstelling in Chicago, wat voor zijn bedrijf en de technologie, wereldwijd, een positieve publiciteit opleverde.

### Latere jaren
Westinghouse bleef een captain van de Amerikaanse industrie tot 1907, toen grote financiële problemen tot zijn aftreden leidden uit het bestuur van de Westinghouse Electric. Rond 1911 was hij niet langer meer actief in de zakenwereld, mede doordat zijn gezondheid achteruit ging. Dat jaar ontving hij de prestigieuze (AIEE) IEEE Edison Medal – vernoemd naar zijn grootste opponent – voor zijn: "Verdienstelijke prestaties in relatie met de ontwikkeling van het wisselstroomsysteem voor licht en kracht".
George Westinghouse trouwde op 8 augustus 1867 met Marguerite Erskine Walker en samen kregen ze één zoon, George Westinghouse 3e. Hij overleed op 12 maart 1914 in New York op 67-jarige leeftijd. Als veteraan van de burgeroorlog werd hij begraven op Arlington National Cemetary; zijn echtgenote die drie maanden na hem overleed werd naast hem begraven. Westinghouse diende wereldwijd in totaal meer dan 400 patenten in, waaronder 361 in de Verenigde Staten.

## 'War of Currents'
Eind jaren 80 van de 19e eeuw raakte Westinghouse in een felle concurrentiestrijd verwikkeld met Thomas Edison. Deze vete zou de geschiedenis ingaan als "The War of Currents", de "oorlog van de stromen".

### Inleiding
In 1878 vond Edison zijn verbeterde versie uit van de gloeilamp, maar hij kwam er al snel achter dat naast de gloeilamp er ook een elektrisch distributiesysteem nodig was om zijn gloeilampen van stroom te voorzien. Op 4 september 1882 schakelde Edison 's werelds eerste elektriciteitsvoorziening in, waarmee hij 59 klanten rond zijn Pearl Street Station in Lower Manhattan van 110 volt gelijkspanning voorzag.
Westinghouse' interesses in gasdistributie- en telefoonsystemen leidden ertoe dat hij tevens geïnteresseerd raakte in de elektrische energiedistributie. Hij onderzocht Edisons ontwerp, maar zag dat dit te inefficiënt was om op grote schaal toegepast te kunnen worden. De reden was dat Edisons elektriciteitsnetwerk was gebaseerd op een lage gelijkspanning, wat leidt tot hoge stromen en dus groter energieverlies in de leidingen. In Europa waren technici reeds bezig met de ontwikkeling van wisselstroomnetwerken, waarmee het mogelijk was om spanningen omhoog te transformeren voor transport en ter plaatse weer omlaag te transformeren voor gebruik.
In 1886 installeerden Westinghouse en Stanley Amerika's eerste wisselstroomenergienetwerk in Great Barrington. Een door waterkracht aangedreven generator, die 500 volt wisselspanning produceerde, voorzag dit netwerk van energie. De spanning werd omhoog gebracht naar 3000 volt voor transport en lokaal weer omlaag gebracht naar 100 volt voor de voeding van elektrische verlichting.

### Uitbreiding elektriciteitsnet
Binnen een jaar werden er meer dan 30 wisselstroomverlichtingssystemen door Westinghouse geïnstalleerd, maar een grootschalige uitbreiding werd tegengehouden door het ontbreken van effectieve meetsystemen en een wisselstroommotor. In 1888 ontwikkelde Westinghouse met zijn technicus Oliver Shallenberger een betrouwbare kWh-meter. De wisselstroommotor was een groter probleem, maar dit werd opgelost door de kennis van Nikola Tesla.
Tesla was eerder werkzaam geweest bij de Edison General Electric Company, maar daar kon hij niet overweg met Edison. Nadat Edison hem een loonsverhoging weigerde nam Tesla ontslag. Bij Westinghouse kon Tesla wel zijn ideeën en creativiteit kwijt op het gebied van wisselstroom.

### Elektrische stoel
De strijd tussen Edison en Westinghouse bereikte een absurd hoogtepunt in 1887 toen de staat New York op advies van Edison wisselstroom besloot te gebruiken als executiemethode. Hoewel Westinghouse alle medewerking eraan weigerde, wist een door Edison ingehuurde technicus, Harold P. Brown, via een list toch een wisselstroomdynamo te bemachtigen.
Moordenaar William Kemmler was de eerste persoon die werd veroordeeld tot de elektrische stoel. De beste advocaat werd door Westinghouse ingehuurd om hem te verdedigen en noemde elektrocutie een "wrede en onmenselijke straf". De executie zelf liep uit op een drama, omdat Kemmler pas in tweede instantie stierf. Westinghouse antwoord hierop was: "Ze hadden beter een bijl kunnen gebruiken".
Alle pogingen van Edison om wisselstroom in diskrediet te brengen mislukten, omdat de voordelen groter waren dan de gevaren ervan. In 1892 besloot zelfs General Electric – ontstaan uit Edisons bedrijven – om wisselstroommachines te gaan maken.
- Gemeinsame Normdatei: 117574252
- International Standard Name Identifier: 0000 0000 6678 8479
- Library of Congress Control Number: n84804057
- Nationale Bibliotheek van Tsjechië: jx20090527009
- Nationale Bibliotheek van Israël: 987007269724305171
- Nationale Bibliotheek van Polen: a0000003781350
- SNAC: w6pp0bc0
- Système universitaire de documentation: 12459820X
- Virtual International Authority File: 74633840
- WorldCat: E39PBJvXjhjpg888CD9c3TC84q